# Sudbury (Vermont)
Sudbury – miasto w Stanach Zjednoczonych, w stanie Vermont, w hrabstwie Rutland.